# Gabon na Letnich Igrzyskach Olimpijskich 2004
Gabon na Letnich Igrzyskach Olimpijskich 2004 reprezentowało 6 sportowców.

## Skład kadry

### Boks
Mężczyźni:
- Petit Jesus Ngnitedem - kategoria do 54 kg - przegrana w rundzie Last 32
- Taylor Mabika - kategoria do 81 kg - przegrana w rundzie Last 32

### Judo
Kobiety:
- Melanie Engoang - kategoria do 78 kg - przegrana w rundzie Last 32

### Lekkoatletyka
Kobiety:
- Marlyse Nsourou - bieg na 800 m - Runda 1: 2:12.35

Mężczyźni:
- Wilfried Bingangoye - bieg na 100 m - Runda 1: 10.76 s

### Taekwondo
- Claude Cardin Boulouchi Letola